# Esteban de la Fuente
Esteban de la Fuente (Buenos Aires, 18 de noviembre de 1968) es un exjugador de básquetbol argentino que ocupaba las posiciones de escolta y alero. Tiene una altura de 1,97 metros. Actualmente es coordinador del club de básquet Once Unidos de la ciudad de Mar del Plata.

## Selección nacional
Ha competido como internacional con la selección argentina en numerosas ocasiones. Integró el conjunto nacional en los mundiales de Argentina 1990 y Grecia 1998 y en los Juegos Olímpicos de Barcelona 1992 y Atlanta 1996. A nivel continental participó del Torneo de las Américas en Portland 1992, en los Juegos Panamericanos de 1995 (medalla de oro), en el Torneo de las Americas de Neuquén 1995, y en el Campeonato FIBA Américas de Montevideo 1997. 

## Trayectoria
- 1985 LNB : Club Atlético River Plate
- 1986 LNB : Club Atlético River Plate
- 1987 LNB : Estudiantes de Concordia
- 1988 LNB : Estudiantes de Concordia
- 1989 LNB : Independiente (Neuquén)
- 1990 LNB : Independiente (Neuquén)
- 1990/91 LNB : Independiente (Neuquén)
- 1991/92 LNB : Club Atlético Quilmes
- 1992/93 LNB : Club Atlético Quilmes
- 1993/94 LNB : Club Atlético Peñarol
- 1994/95 LNB : Independiente (General Pico)
- 1995/96 LNB : Club Atlético Quilmes
- 1996/97 LNB : Club Atlético Quilmes
- 1997/98 LNB : Club Atlético Boca Juniors
- 1998/99LNB : Club Atlético Boca Juniors
- 1999/00LNB : Club Atlético Boca Juniors
- 2000/01LNB : Club Atlético Boca Juniors
- 2004/05 LNB : Club Atlético Quilmes
- 2006/07 LNB : Independiente (Neuquén)

## Palmarés

### Clubes
- Liga Nacional de Básquet (2)
  - Club Atlético Peñarol: 1993/94
  - Independiente (General Pico): 1994/95

### Selección
Medalla de Oro en los  Juegos Panamericanos de 1995
 Medalla de plata en Neuquén 1995

### Logros Individuales
- MVP de las Finales de la LNB dos veces consecutivas: con Peñarol en 1994 y con Independiente en 1995.
- Es el único jugador de la Liga Nacional de Básquet que ha conseguido dos veces un triple doble en sus estadísticas personales. Los logró el 7 de octubre de 1997 y el 20 de abril de 1998.[1]

## Vida personal
Esteban tiene cuatro hijos: Manuela, Florencia, Juan Esteban y Amparo .